# Кастиљионе дела Вале (Перуђа)
Кастиљионе дела Вале је насеље у Италији у округу Перуђа, региону Умбрија.
Према процени из 2011. у насељу је живело 527 становника. Насеље се налази на надморској висини од 215 м.